# Hôtel Saint-François
L'hôtel Saint-François ou hôtel de la Perle est un immeuble construit à Bordeaux au milieu du XIXe siècle à l'angle de la rue Saint-François et de la rue du Mirail par l'entrepreneur bordelais Antoine Théodore Audubert. Les décorations symboliques du bâtiment, son ampleur architecturale, la modernité des techniques mises en œuvre et la recherche de la fonctionnalité qui a guidé ses constructeurs en font un témoignage de la France populaire et de l'habitation collective de l'époque, tout à fait original à Bordeaux,. L'hôtel est classé monument historique depuis 2013 et a été rénové en 2019.

## Construction
Au XVIIIe siècle l'immense hôtel d'Estrades déploie ses ailes, cours et jardins dans l'espace entre la rue du Mirail et la rue Leyteire. En 1850 l'entrepreneur bordelais Antoine Théodore Audubert, Jacques et Pierre Videau s'associent pour acheter une partie du bâtiment, bientôt affectée par le percement de la rue Saint-François. Sur la parcelle dont il reste propriétaire et qu'il habite alors, au coin des rues du Mirail (n° 20 à 26) et Saint-François (n°44 à 52), Antoine Audubert commence en 1854 ou 1855 la construction d'un nouvel immeuble de rapport, conçu pour loger des artisans. 
Antoine Théodore Audubert est né en 1819 à Bordeaux. Il a épousé Jeanne Videau en 1844, dont il a eu un enfant, mort en bas âge. C'est un saint-simonien, adepte des théories hygiénistes et admirateur de l'architecte César Daly. « Entrepreneur de bâtisse », il ne semble pas qu'il ait conçu lui-même d'autre construction que l'hôtel Saint-François. Il décèdera en 1893 à Arcachon.
La construction se termine en 1868, avec des techniques novatrices : le gros œuvre se caractérise notamment par le recours systématique à l'acier et par des plateaux soutenus par des suspentes métalliques fixées sur des poutres au sommet de l'édifice. Audubert choisit pour l'immeuble le nom « hôtel de la Perle ».
Outre les logements locatifs, le bâtiment englobe à son ouverture un hôtel de voyageurs, avec café et restaurant.

## Architecture

### Façades

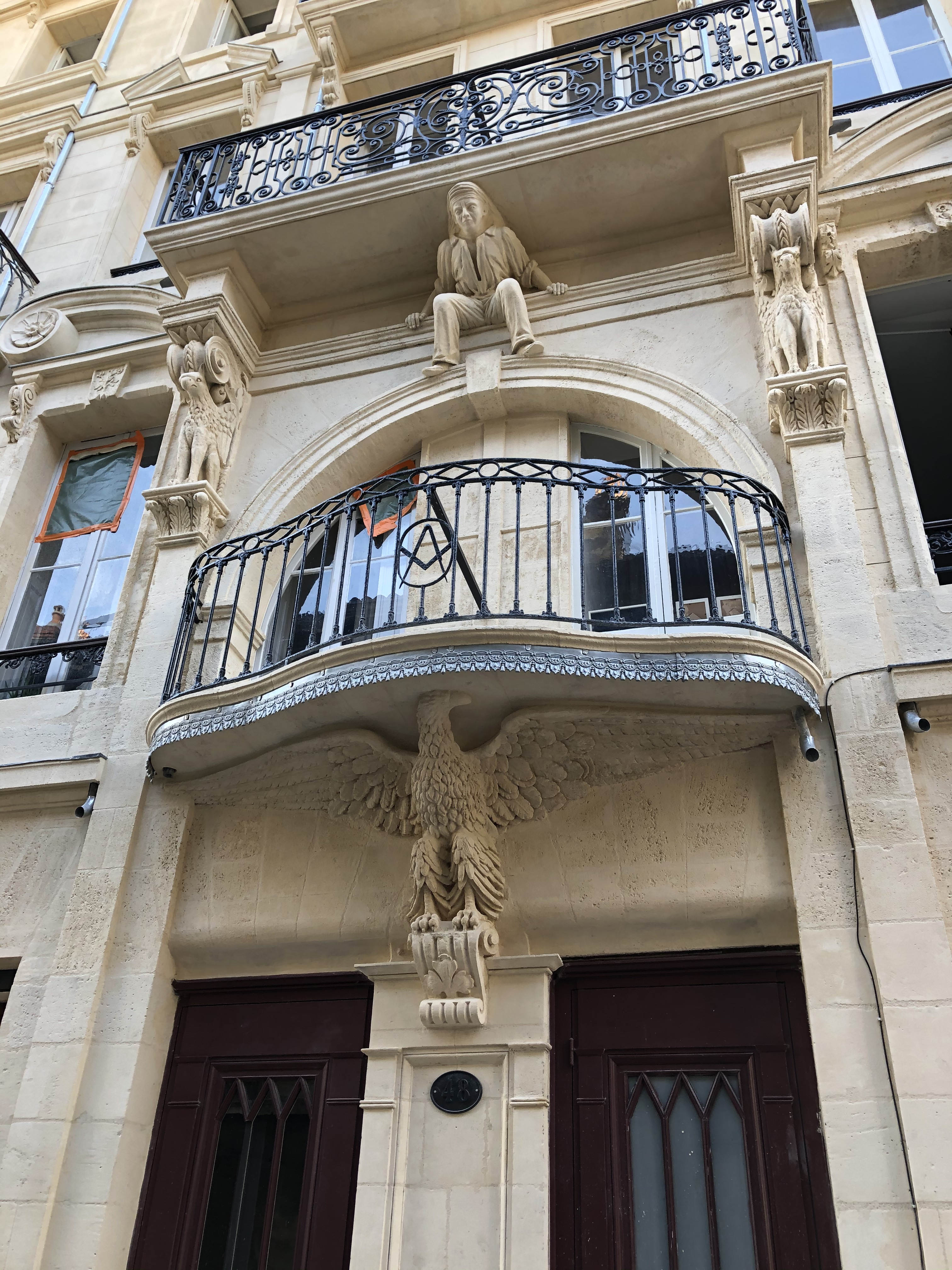
Détail de la façade rue Saint-François.

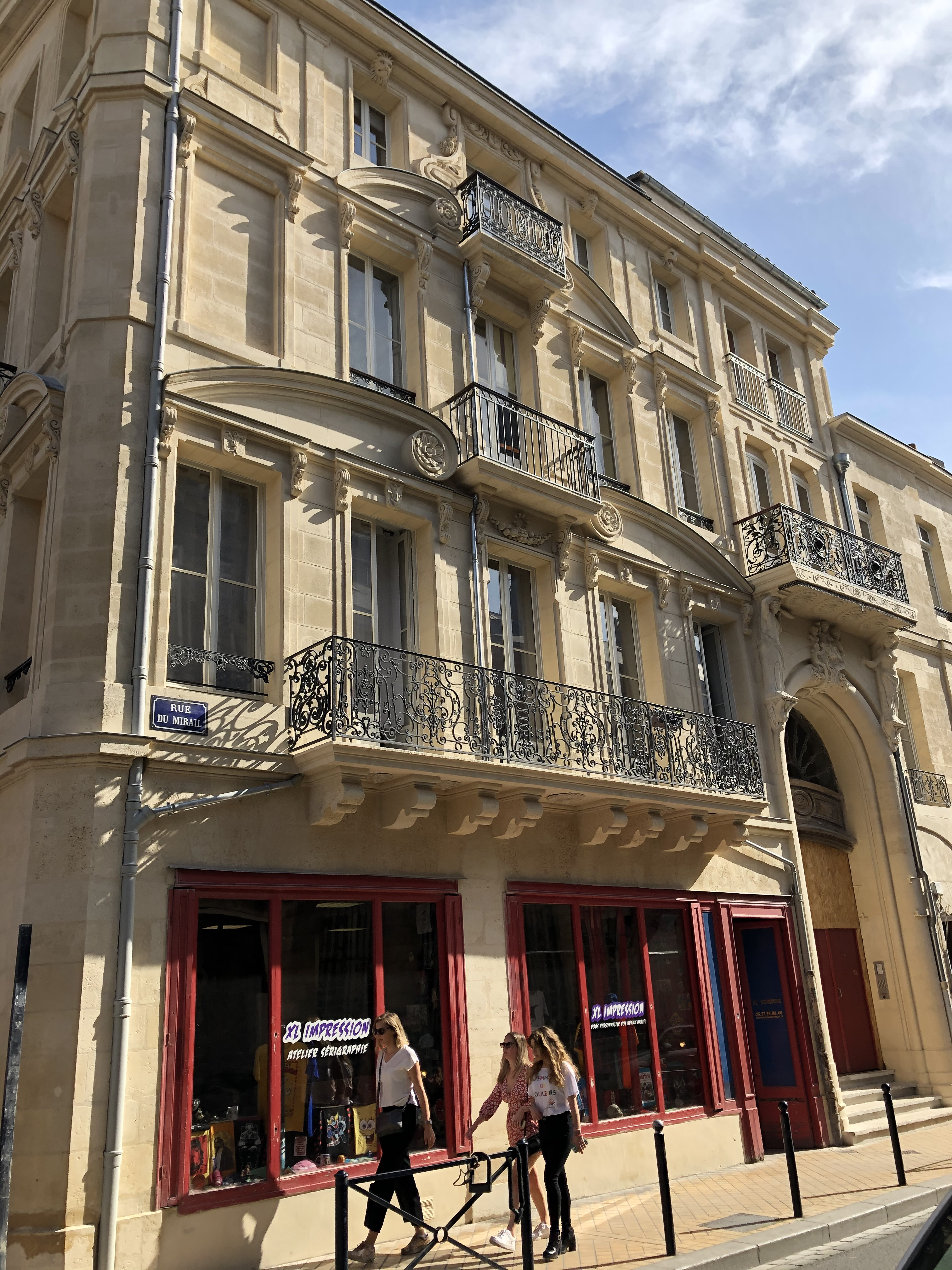
Façade de la rue du Mirail.

La façade la plus vaste est celle de la rue Saint-François, qui donne au nord. Sur cinq niveaux et seize travées, elle est percée de soixante-deux baies surmontées de frontons baroques. Le premier balcon de la travée centrale est porté par pierre sculptée représentant un aigle, ailes déployées. Sur son garde-corps en fonte figurent un compas et une équerre dans l'ovale d'un blason — symbole franc-maçon, emblème des architectes ou initiales stylisées d'Antoine Audubert ? Le balcon qui le surplombe, élément le plus remarquable de l'immeuble, est soutenu par un homme statufié aux allures d'ouvrier, assis, jambes écartées, prenant appui de ses pieds sur la corniche inférieure, chemise ouverte, manches retroussées et pantalon flottant — et dominant de fait le rapace mythique, comme « délivré de sa monture mais asservi par l'architecture ». Deux petits sphinx l'encadrent, aux extrémités du balcon.
Les linteaux de quelques fenêtres sont sculptés de visages. Des atlantes marquent la limite du dernier étage. 
La façade ouest, côté rue du Mirail, est percée d'une vaste porte aux battants de bois ouvragés. L'encadrent deux cariatides : une femme à la poitrine dénudée (allégorie de la Nature) à droite, un homme (la Science) qui semble lorgner ses seins à l'aide d'une longue-vue à gauche. Des putti portant la masse et le ciseau des tailleurs de pierres la surplombent. La palette et le pinceau d'un peintre flanquent un chapiteau ionique.

### Intérieur
À l'intérieur, s'ouvre un escalier monumental. Ses contremarches sont sculptées, ses rampes sont décorées de bas-reliefs, au travers desquels l'architecte a mis en scène dans une marche ascendante le progrès de l'architecture : la représentation d'un dolmen orne la cave, tandis que le dernier étage dévoile une reproduction de la façade de l'hôtel et une locomotive qui franchit un fleuve sur un pont métallique (la passerelle Saint-Jean que Gustave Eiffel construit à la même époque sur la Garonne ?). Entre les deux, d’autres bas-reliefs écrivent une histoire des monuments célèbres — largement illustrés d'édifices bordelais —, évoquent l'industrie bordelaise ou glorifient les rôles de l'architecte et du chef de travaux, représentés livre à la main, entourés des ouvriers du bâtiment (charpentier, forgerons, tailleurs de pierre, maçon...).
D'autres détails parsèment la construction : cours et escaliers intérieurs, fontaines notamment.
À sa construction, l'immeuble est à la pointe de la modernité : la cage d’escalier est éclairée au gaz, tous les appartements sont équipés de sonnettes électriques et de porte-voix. Les locataires peuvent utiliser un lavoir, installé sur un toit-terrasse,. L'eau court à tous les étages.

Vues de l'intérieur
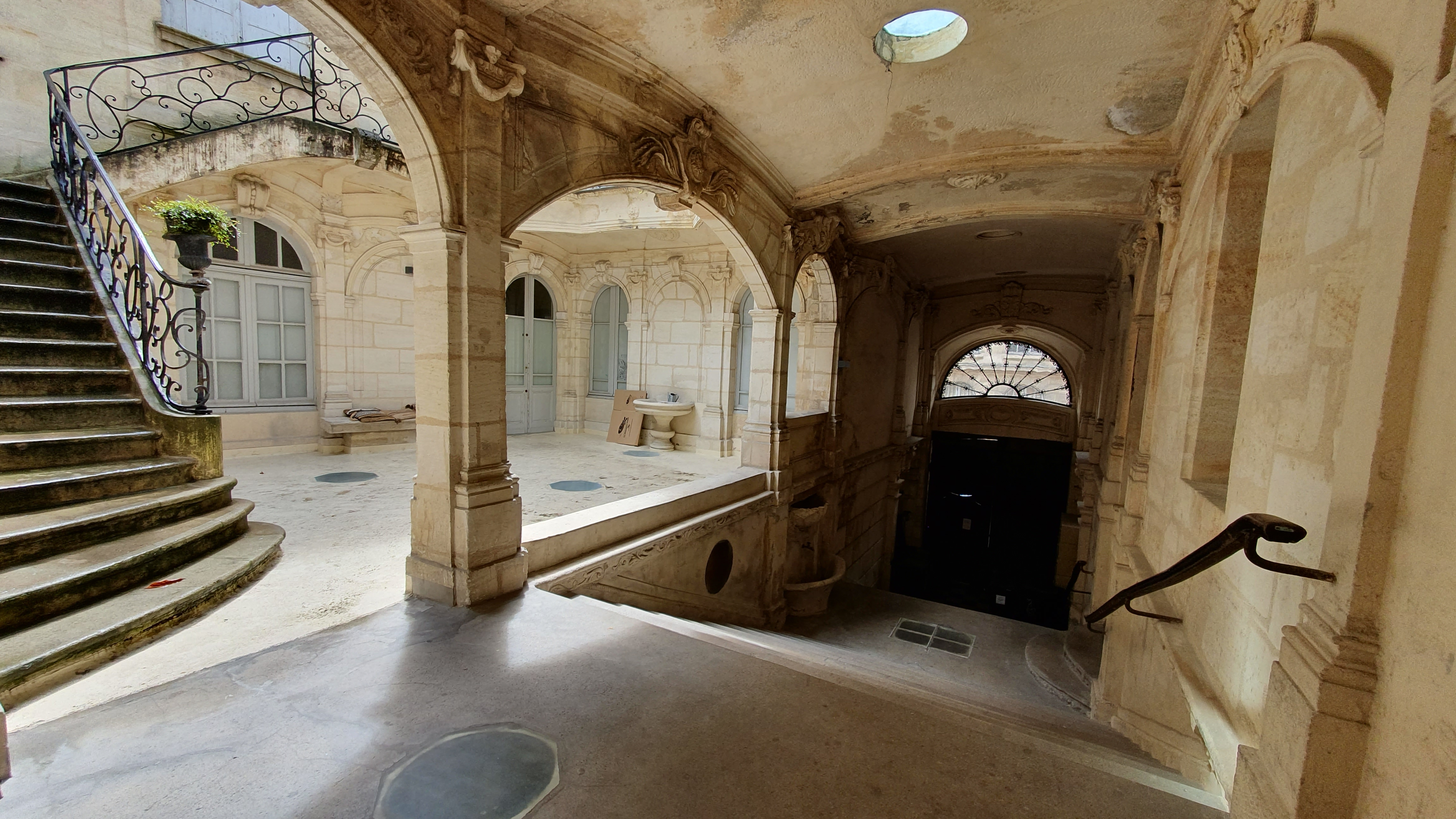
L'entrée principale, rue du Mirail.
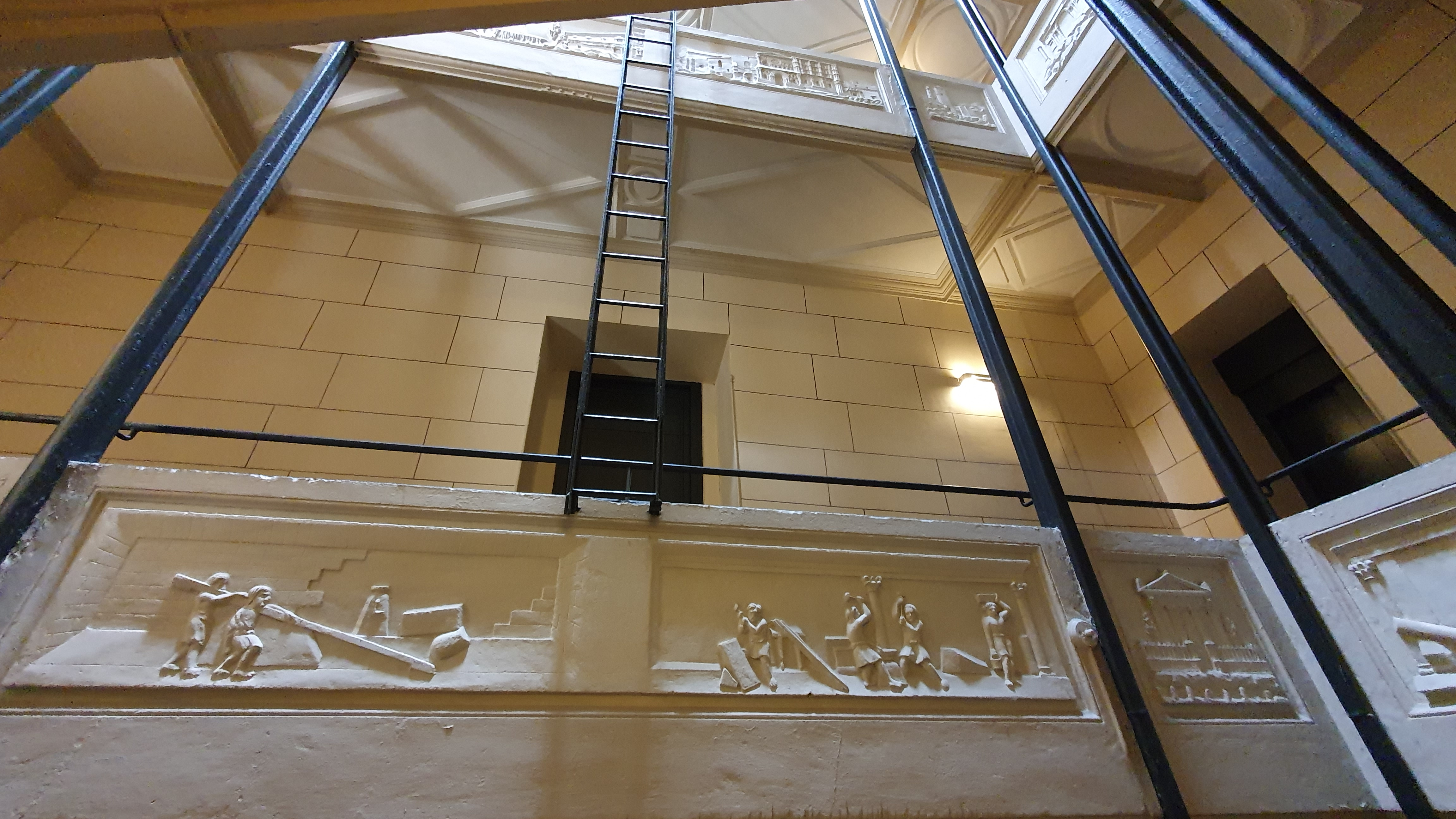
La cage d'escalier.
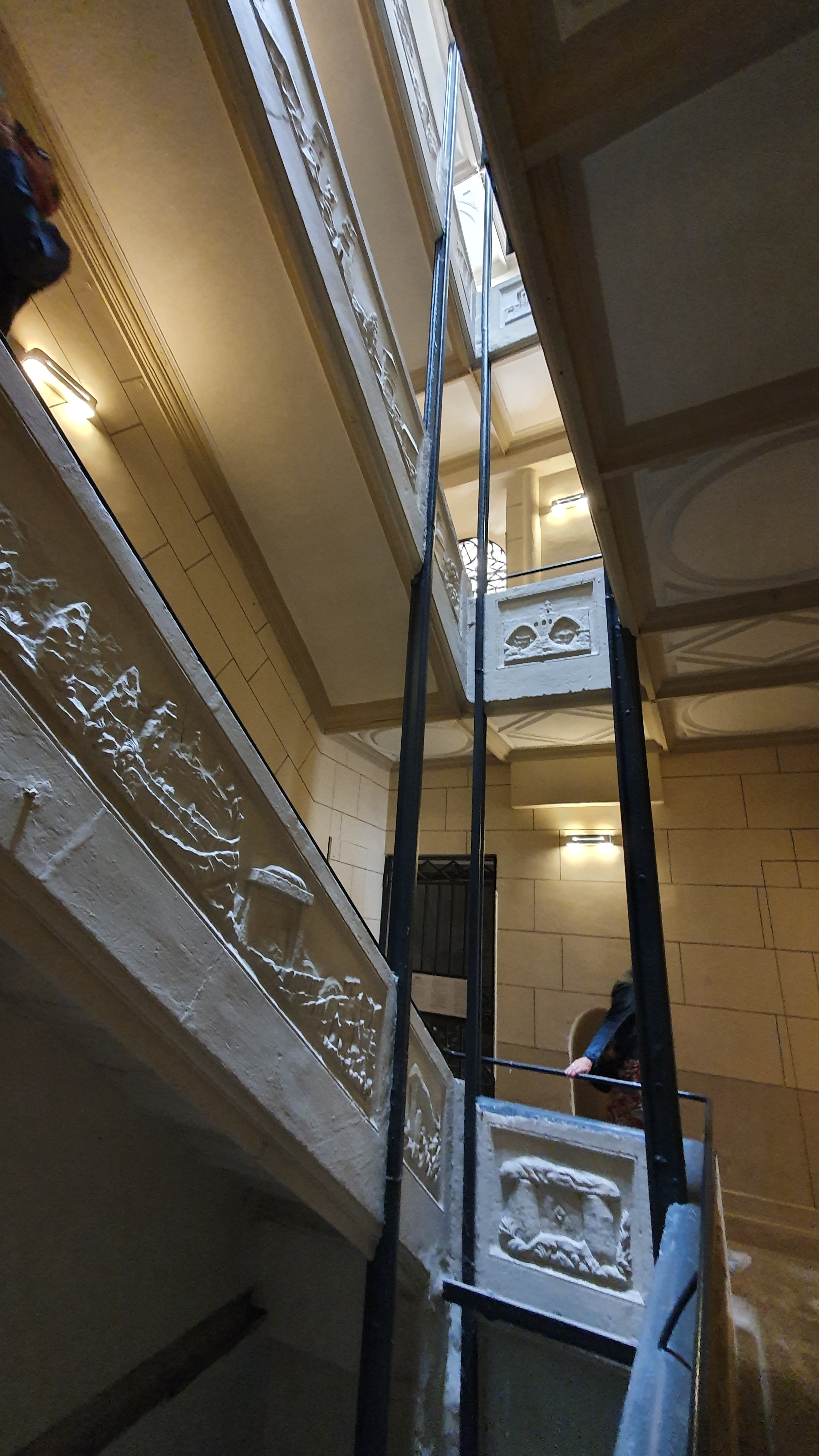
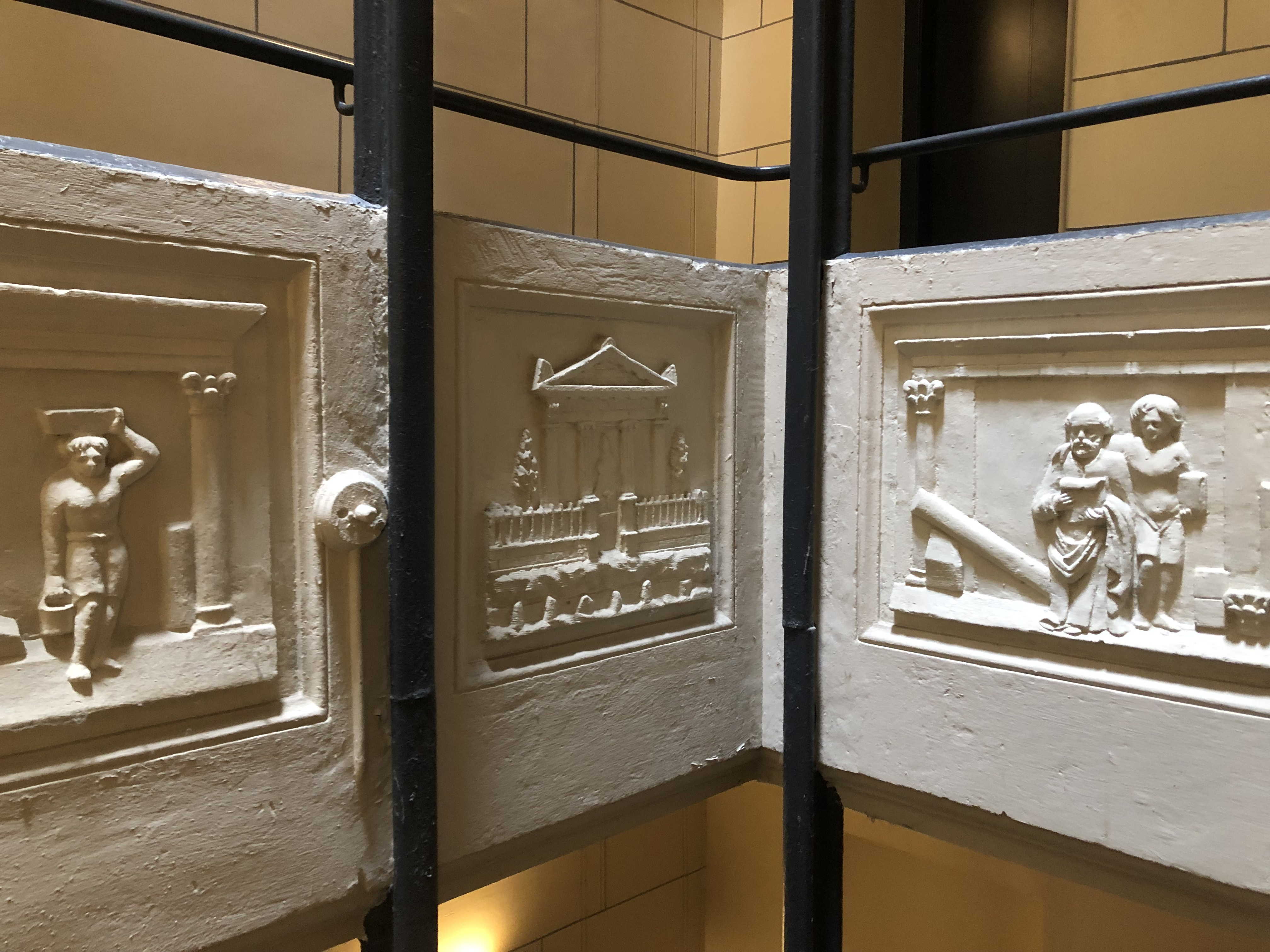
Détail de bas-reliefs de la cage d'escalier.
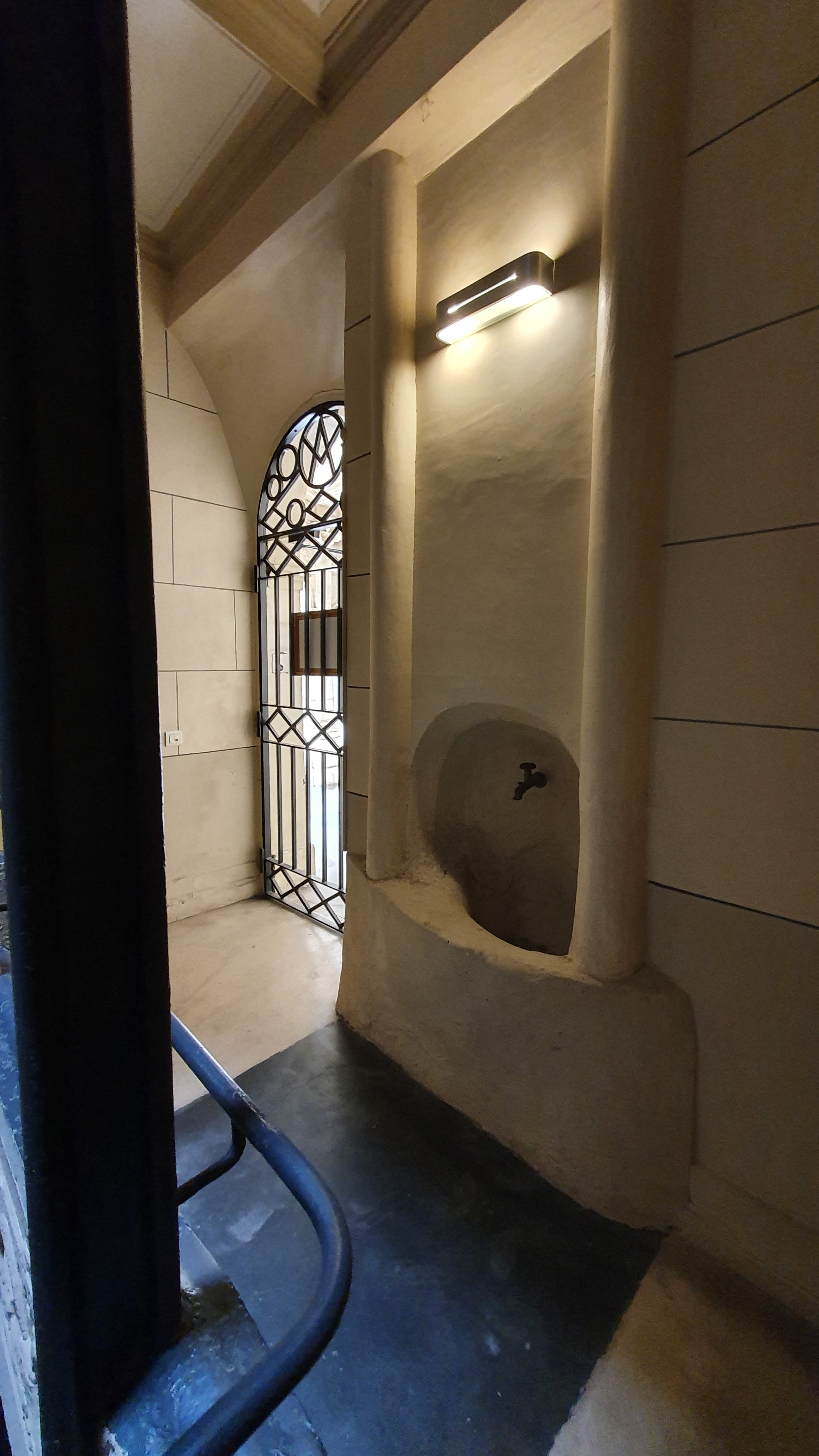
Eau courante dans l'escalier.

## Situation au début duXXIesiècle
En 2012, une cinquantaine de locataires occupent l'immeuble, propriété d'une SCI. Nombre de sculptures, en façade ou à l'intérieur, sont délabrées : le visage du portefaix, par exemple, est tombé à la fin du XXe siècle. Cette année-là, le projet des propriétaires d’installer un ascenseur provoque des manifestations de défenseurs du patrimoine bordelais. La préfecture prend un arrêté d’instance de classement pour faire interrompre les travaux.
Par arrêté du 22 mai 2013 l'hôtel dans son intégralité, cour comprise, est classé monument historique.
La Conservation Régionale des Monuments Historiques a missionné une agence spécialisée pour établir un diagnostic chiffré des travaux nécessaires au respect à la fois des objectifs fonctionnels du maître d'ouvrage et du respect de cette architecture. Cette intervention a eu pour objectif de déplacer la cage d'ascenseur, de restaurer la cage d'escalier, de restaurer l'entrée rue Saint-François et de restaurer les menuiseries extérieures de quatre appartements. 
La phase finale de travaux pour la restauration des façades extérieures, de la porte et des parties sculptées s'est achevée à l'automne 2019.
|                                  |
| Façade de la rue Saint-François. |

|                             |
| Façade de la rue du Mirail. |